# Do Outro Lado do Mar
Do Outro Lado do Mar é o décimo segundo álbum de estúdio do cantor João Alexandre, lançado em 2009 pela gravadora VPC Produções, sendo produzido por seu filho Felipe Silveira. A obra reúne participações especiais de Leonardo Gonçalves, Guilherme Kerr, Iron Paranhos e Tirza, a esposa do cantor. O disco também foi gravado por vários músicos convidados.
O álbum foi eleito o 4º melhor disco da década de 2000, de acordo com lista publicada pelo Super Gospel.
| Críticas profissionais | Críticas profissionais |
| Avaliações da crítica  | Avaliações da crítica  |
| Fonte                  | Avaliação              |
| ---------------------- | ---------------------- |
| Super Gospel           | [ 4 ]                  |

## Faixas
1. "Do outro lado do mar"
2. "Modificar"
3. "Debruçado na porteira"
4. "Quem sou eu?"
5. "Folião"
6. "Sendo criança"
7. "O Nome de Jesus"
8. "Deus que do céu desceu"
9. "Semblante de Glória"
10. "Salmo 23"
11. "Quem diz a verdade"
12. "Gotejar"
13. "Valeu demais!"
14. "Metade Sagrada"